# Список умерших в 1370 году

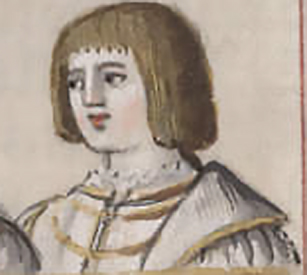
Тельо Альфонсо

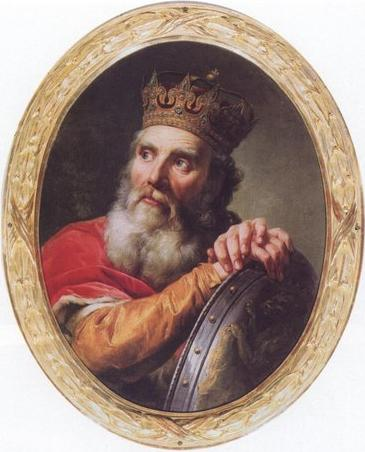
Казимир III

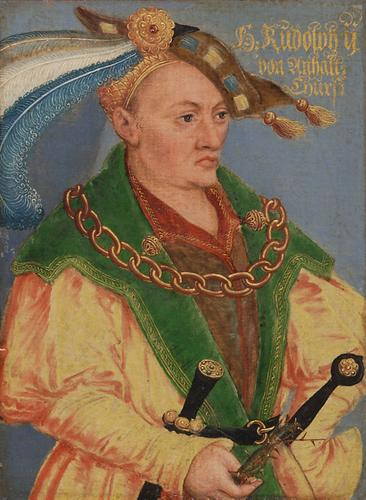
Рудольф II

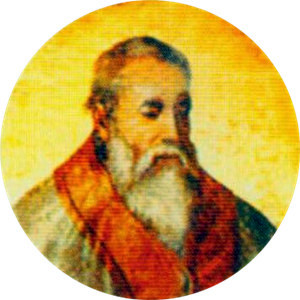
Урбан V

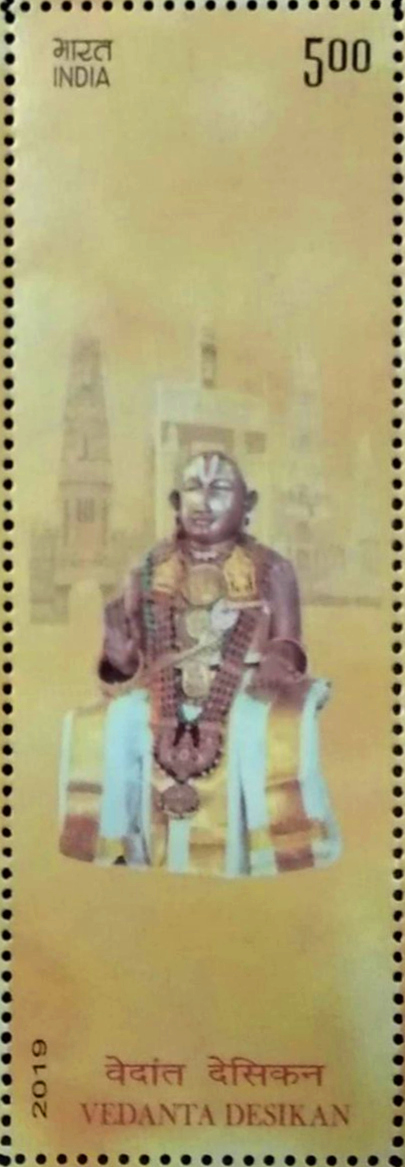
Ведантадешика

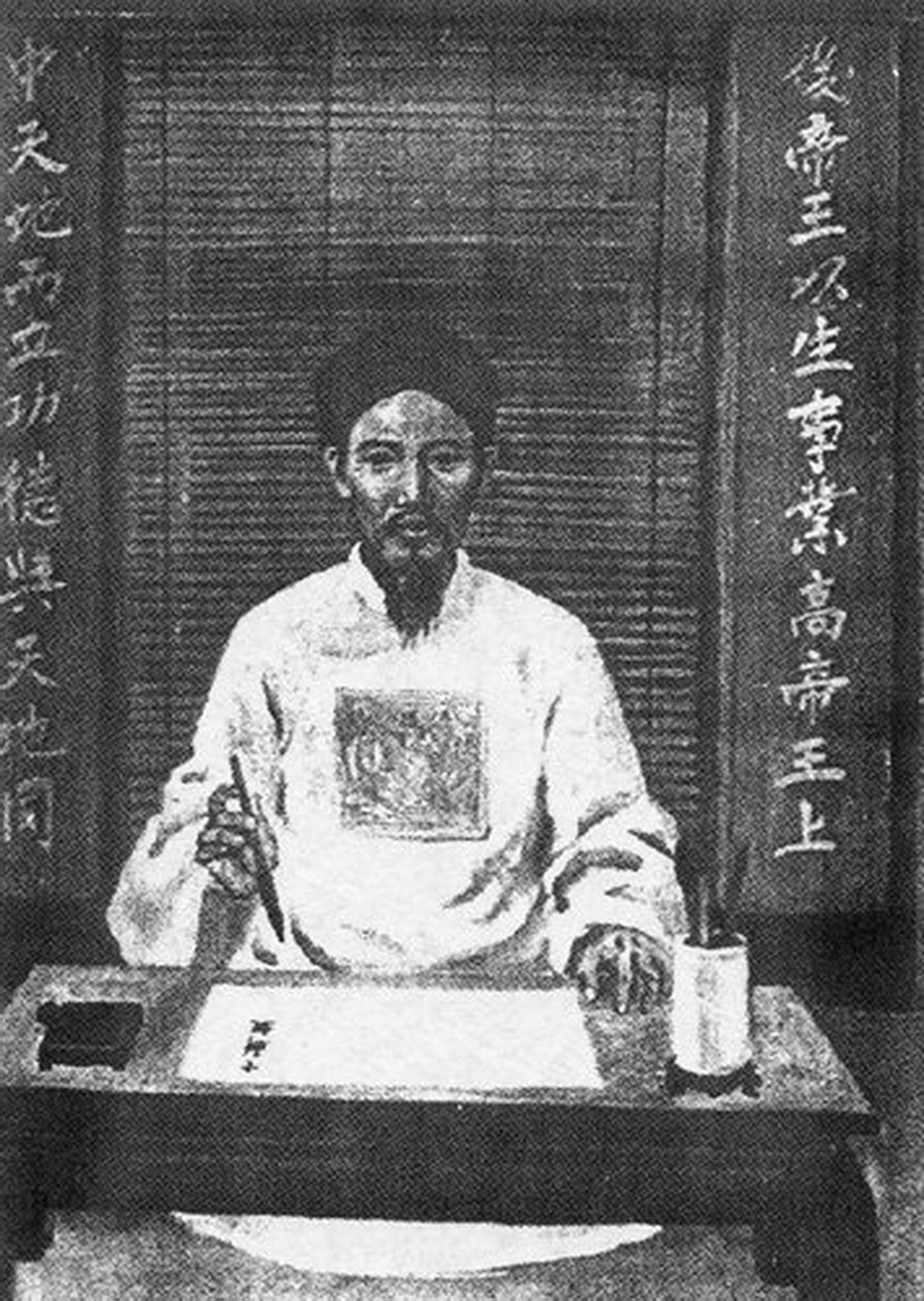
Чу Вэн Ань

В этой статье представлен список известных людей, умерших в 1370 году.
См. также: Категория:Умершие в 1370 году

## Январь
- 1 января — Таджуддин ас-Субки (42) — исламский богослов, правовед шафиитского мазхаба, ашарит, суфий, шейх аль-ислам.
- 4 января — Иоганн I Изенбург[нем.] — епископ Мейсена (1342—1370)
- 17 января — Адольф I Нассау-Висбаден-Идштейнский[нем.] — граф Нассау (1344—1355) совместно с братьями Иоганном I и Рупертом, первый граф Нассау-Висбаден-Идштейнский (1355—1361)

## Февраль
- 15 февраля — Жан Лебель (Жан Красивый) — франкоязычный средневековый хронист из графства Геннегау.
- 17 февраля — Хеннинг Шиндекопф — тевтонский рыцарь, комтур Кёнигсберга (1360—1370), погиб во время битвы при Рудау
- 18 февраля — Жоффруа Ле Мейнгр[фр.] — епископ Лана (1363—1370)

## Апрель
- 1 апреля — Матиас фон Неумаркт[нем.] — епископ Требине (1355—1370)
- 7 апреля — Луи I де Туар — виконт Туара (1333—1370), граф Дрё по праву жены (1330—1370)

## Май
- 23 мая — Тогон-Тэмур (49) — последний император монгольской империи Юань (1333—1370)
- 31 мая — Сан-Витале-д'Ассизи[итал.] — итальянский святой католической церкви, покровитель тех кто болен заболеваниями на половых органах и мочевом пузыре

## Июнь
- 4 июня — Реджинальд де Грей (58), английский аристократ, 4-й барон Грей из Уилтона (1342—1370).
- 16 июня:
  - Евфимия Шведская — шведская принцесса, дочь герцога Сёдерманландского, герцогиня-консорт Мекленбургская (1336—1370), мать короля Швеции Альбрехта Мекленбургского;
  - Ингеборга Датская (23) — дочь короля Дании Вальдемара IV Аттердага, жена будущего герцога Мекленбурга Генриха III Мекленбургского, бабушка короля Норвегии, Дании и Швеции Эрика Померанского.

## Июль
- 1 июля — Донато Веллути (56) — флорентийский политик и летописец.
- 16 июля — Агнешка из Лихтенбурка, чешская дворянка из династии панов из Лихтенбурка, жена князя Зембицкого Николая Малого (1322/1327—1358).

## Август
- 25 августа — Анри де Пуатье[фр.] — епископ Гапа (1349—1353), епископ Труа (1353—1370).
- 27 августа — Роджер ла Варр (43), английский аристократ, 3-й барон де Ла Варр (1347—1370).

## Октябрь
- 9 октября — Генрих фон Херфорд — доминиканский монах, летописец, историк и теолог.
- 13 октября — Адольф VIII[нем.] — граф Гольштейн-Пиннеберг (1354—1370)
- 15 октября — Тельо Альфонсо (33) — кастильский дворянин, незаконнорождённый сын короля Альфонсо XI, первый сеньор Агилар-де-Кампоо.
- 31 октября — Луи Эрпен д’Эркери[фр.] — епископ Кутанса (1346—1370)

## Ноябрь
- 5 ноября — Казимир III (60) — король Польши (1333—1370), король Руси (1349—1370). Последний король из династии Пястов.
- 6 ноября — Василий Иванович, князь березуйский на службе у московского князя Дмитрия Ивановича (Донского), воевода в Волоке Ламском; погиб при обороне города от войск литовского князя Ольгерда.
- 29 ноября — Сайид Амир Кулаль — учёный ханафитского мазхаба, духовный наставник — муршид, является 15-м духовным звеном в золотой цепи преемственности шейхов тариката Накшбандийя. Духовный учитель Мухаммада Бахауддина Накшбанда.

## Декабрь
- 6 декабря — Рудольф II — курфюрст Саксонии (1355—1370).
- 19 декабря — Урбан V — папа римский (1362—1370)
- Арнуль д’Одреем — маршал Франции (1351—1368), участник Столетней войны
- Гульельмо II Пустерла[итал.] — архиепископ Милана (1361—1370)

## Дата неизвестна или требует уточнения
- Абдуллах — хан Золотой Орды (1367—1368, 1369—1370)
- Ай Макай[англ.] — вождь шотландского клана Макай; убит вместе с сыном Дональдом графами Сазерленд.
- Гарсия Альварес де Толедо — великий магистр Ордена Сантьяго (1359—1366), 1-й сеньор де Оропеса и 1-й сеньор де Вальдекорнеха (1366—1370), погиб при обороне города Сьюдад-Родриго от португальских войск во время Первой войны за кастильское наследство (1369—1371).
- Бланка Арагонская[итал.] — дочь короля Сицилии Педро II, графиня-консорт Ампуриас (1341—1366), жена графа Раймондо Беренгарио Арагонского
- Ведантадешика — учитель в Шри-вайшнавской традиции, второй по значимости после Рамануджи представитель вишишта-адвайты.
- Гао Мин[англ.] — китайский поэт и драматург
- Гвариенто ди Арпо — живописец готического стиля из северной Италии.
- Генрих Парлер Старший — немецкий архитектор
- Дженнаро Ди Кола[англ.] — итальянский художник
- Маттео Джованнетти — итальянский художник.
- Джованни да Милано — итальянский художник.
- Джон де Саттон, 2-й барон Саттон из Дадли[англ.] — барон Саттон из Дадли (1359—1370)
- Джон Люс[англ.] — епископ Данкельда (1355—1370)
- Дитрих фон Шенберг[нем.] — епископ Мейсена (1370)
- Жан де Дре[фр.] — виконт Бьют (1366—1370)
- Зыонг Нят Ле[англ.] — император Вьетнама (1369—1370)
- Иоанн Женевский[фр.] — граф женевский (1369—1370)
- Иоганн I фон Саксен-Лауэнбург[нем.] — епископ Каммина (1343—1370)
- Кабул-шах — хан Мавераннахра (1364—1370), убит войсками Тимура.
- Малкольм Маклауд — 3-й глава шотландского клана Маклауд, герой народных легенд.
- Роберт Лаудер из Куоррелвуда[англ.] — юстициарий Шотландии (1328—1370).
- Симон Флеминг, 1-й барон Слейн[англ.] — первый барон Слейн
- Уильям Сазерленд — шотландский пэр, 5-й граф Сазерленд (1333—1370) и глава клана Сазерленд.
- Уильям де Шаршалл[англ.] — лорд главный судья Англии и Уэльса (1350—1361)
- Федерико II да Монтефельтро — титулярный граф Монтефельтро ( 1361/1364—1370), граф Урбино (1367—1370)
- Хусейн — правитель (эмир) Мавераннахра (1364—1370); убит по мотивам кровной мести
- Чу Вэн Ань[англ.] — конфуцианский учитель, врач и высокопоставленный мандарин во Вьетнаме.
- Эдуард Ангулемский — старший сын Эдуарда Чёрного Принца. На протяжении всей жизни был вторым в очереди на английский трон после отца. Дата смерти предположительна.
- Ян Вэйчжэнь[англ.] — китайский художник и каллиграф
- Ян Сиань[англ.] — китайский чиновник, губернатор Янчжоу (1368—1370), глава центрального секретариата Империи Мин, казнён императором.